# 余棨昌

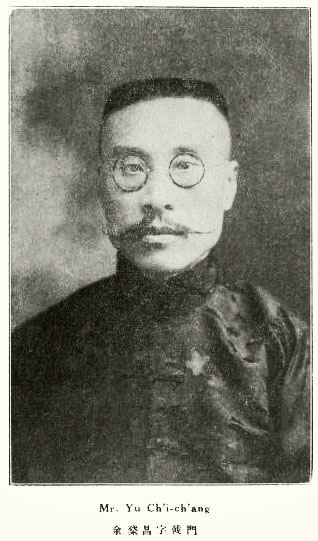

余棨昌（1882年—1949年） ，字戟門，浙江省紹興府紹興縣人，中華民国法官、法学家。北洋政府時代的大理院院長。

## 生平
1911年（宣統3年），他畢業於日本东京帝国大学，獲得法學士。歸国後，任戶部主事。
中華民国成立後，他歷任法制局参事、司法官懲戒委員会委員、司法官訓練處處長兼法典編纂委員会顧問、大理院庭長兼推事、司法講習所所長、修定法律館顧問。1923年（民国12年）2月，他任大理院院長兼司法懲戒委員長。1928年（民国17年），他改任修定法律館總裁。北洋政府倒臺後，他任国立北平大学法学院教授、朝阳大学教授。

## 著作
- 民法親属編
- 實用司法令輯要
- 故都變遷紀略
- 民法要论总则（1933）
- 民法要论物权（1931）
- 民法要论亲属继承（1932）
- 票据法